# Paul Müller (skådespelare)
Paul Konrad Müller, född 1 mars 1923 i Neuchâtel, Schweiz, död 2 september 2016, var en schweizisk skådespelare Han blev bland annat känd för sitt samarbete med  filmregissören Jess Franco.

## Filmografi (ett urval)
- 1953 - Tue notti con Cleopatra
- 1956 - I vampiri
- 1969 - Venus in Furs
- 1970 - Count Dracula
- 1971 - Vampyros Lesbos
- 1991 - Paprika